# 沙集镇
沙集镇，是中华人民共和国江苏省徐州市睢宁县下辖的一个乡镇级行政单位。

## 行政区划
沙集镇下辖以下地区：
沙集社区、东风社区、沙圩村、朱庙村、余圩村、三丁村、仝刘村、杨瓦村、丁陈村、大顾村、夏圩村、商湖村、魏集村、和平村、兴国村、陆园村和蔡吴村。